# Robbie Ftorek
Robert Brian „Robbie“ Ftorek (* 2. Januar 1952 in Needham, Massachusetts) ist ein ehemaliger US-amerikanischer Eishockeyspieler und derzeitiger -trainer, der von 1973 bis 1985 für die Detroit Red Wings, Québec Nordiques und New York Rangers in der National Hockey League sowie die Phoenix Roadrunners und Cincinnati Stingers in der World Hockey Association spielte.

## Karriere
Mit 20 Jahren wurde er in die US-amerikanische Eishockeynationalmannschaft aufgenommen. Gemeinsam mit Mark Howe und Craig Sarner konnte das Team bei den Olympischen Winterspielen 1972 in Sapporo die Silbermedaille gewinnen. Bei der B-Weltmeisterschaft in Rumänien verpasste man trotz guter Leistungen von Ftorek jedoch den Aufstieg in die A-Gruppe.
Zur Saison 1972/73 wurde er von den Detroit Red Wings verpflichtet, kam in der NHL nur zu sporadischen Einsätzen. Meist spielte er für die Virginia Wings in der American Hockey League.
In der Saison 1974/75 wechselte er in die World Hockey Association zu den Phoenix Roadrunners. Auch hier begann er im Farmteam bei den Tulsa Oilers in der Central Hockey League. Bald schon schaffte er den Sprung zu den Roadrunners und ihm fehlten nur neun Punkte um bester Scorer in Phoenix zu werden. Dies gelang ihm schon in der Saison 1975/76 und in der Saison 1976/77 war er mit 117 Punkten sogar bester Scorer der Liga. Für seine Nationalmannschaft spielte er 1976 beim Canada Cup und wurde dort zum MVP der amerikanischen Mannschaft gewählt.
Auch in der WHA war er 1977 zum MVP gewählt worden und so war es für ihn kein Problem nach der Auflösung der Roadrunners ein neues Team zu finden. Auch bei den Cincinnati Stingers zählte er zu den Stars und war sowohl in der Saison 1977/78 als auch im Jahr darauf bester Scorer des Teams.
Mit Auflösung der WHA holten ihn die Québec Nordiques. Auch hier war er einer der erfolgreichsten Scorer und Mannschaftskapitän. 1981 spielte er erneut beim Canada Cup. Im Laufe der Saison 1981/82 wurde er im Tausch für Jere Gillis und Dean Talafous an die New York Rangers abgegeben, wobei Talafous den Transfer verweigerte und dafür später Pat Hickey seinen Platz einnahm. Besonders stark war seine Leistung in den Playoffs 1982, als die Rangers dem Lokalrivalen, den New York Islanders in der zweiten Runde beinahe auf dem Weg zu ihrem dritten Stanley Cup in Folge ein Bein gestellt hätten.

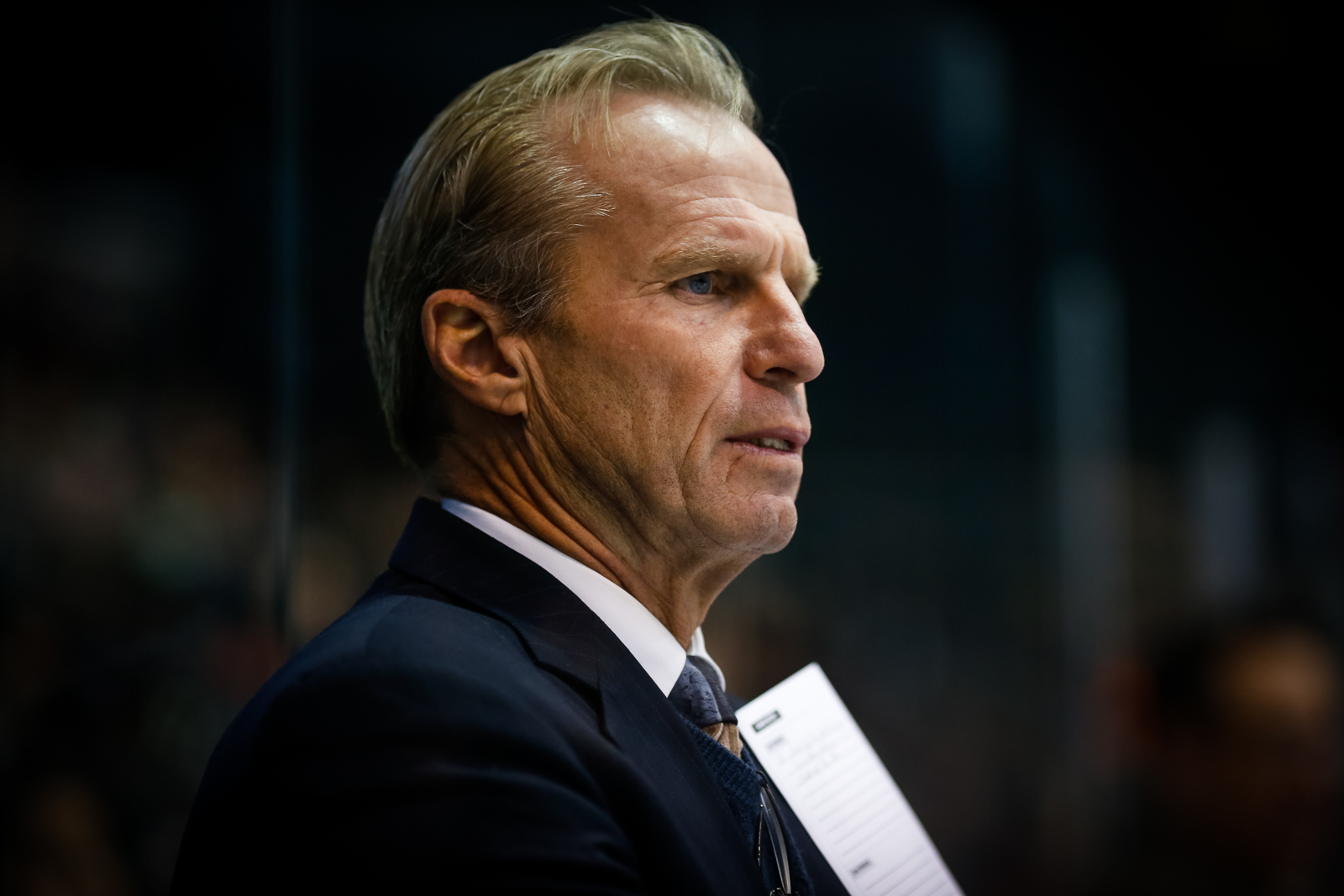
Robbie Ftorek, 2013

Nach der Saison 1984/85, in der er nur noch vereinzelt in der NHL eingesetzt wurde, beendete er seine NHL-Karriere und übernahm den Posten des Spielertrainers bei den New Haven Nighthawks in der AHL. Ab Sommer 1986 stand er dann nur noch hinter der Bande. Im Laufe der Saison 1987/88 übernahm er den Trainerposten bei den Los Angeles Kings von Rogatien Vachon und stand auch in der Saison 1988/89, als Wayne Gretzky zu den Kings kam, hinter der Bande.
Ab 1989 war er bei den Québec Nordiques. Anfangs trainierte er das AHL Farmteam, die Halifax Citadels, ab 1990 war er Assistenztrainer in der NHL. Ebenfalls als Assistent wechselte er in der Saison 1991/92 zu den New Jersey Devils. Hier übernahm er ab 1992 das Farmteam in der AHL. Nach einem Jahr zog er so von den Utica Devils zu den Albany River Rats, mit denen er 1995 den Calder Cup gewinnen konnte. 1996 holte man ihn als Assistent von Jacques Lemaire zu den Devils zurück und in der Saison 1998/99 übernahm er dann das Amt des Cheftrainers. Dort wurde er von Larry Robinson abgelöst. In der Saison 2000/01 übernahm er die Boston Bruins und wurde 2002 für die Wahl zum Jack Adams Award nominiert. 2003 kehrte er für drei Spielzeiten zu den Albany River Rats zurück. Zur Saison 2007/08 wurde Ftorek neuer Cheftrainer der Erie Otters aus der Ontario Hockey League. Nachdem in seiner Premierensaison die Playoffs verpasst wurden, erreichte die Mannschaft in den drei folgenden Spielzeiten die Endrunde, kam jedoch nicht über die erste Runde hinaus. Während der OHL-Saison 2012/13 wurde er von den Otters nach 27 Spielen, von denen das Team nur sieben gewinnen konnte, entlassen.
1991 wurde er in die United States Hockey Hall of Fame aufgenommen, ebenso wie 2020 in die AHL Hall of Fame.

## Sportliche Erfolge
- Olympische Silbermedaille: 1972
- Calder Cup: 1995 als Trainer
- Stanley Cup: 2000 als Coach/Scout

### Persönliche Auszeichnungen
- WHA First All-Star Team: 1977 und 1979
- WHA Second All-Star Team: 1976 und 1978
- Gordie Howe Trophy: 1977
- Louis A. R. Pieri Memorial Award: 1995 und 1996
- Teilnahme am NHL All-Star Game: 1999 und 2002 als Assistenztrainer
- Aufnahme in die AHL Hall of Fame: 2020